# 홋카이도 (율령제)
홋카이도(일본어: 北海道)는 1869년 9월 20일(메이지 2년 8월 15일) 에조치 등으로 불리던 섬에 붙여진 이름으로, 메이지 시대 이후의 행정 구역 이름이다.

## 명칭 유래
7세기 후반에 성립된 고키시치도의 사이카이도(西海道), 난카이도(南海道), 도카이도(東海道) 등의 도 이름을 모방한 것으로, 명명자는 에도 막부 말기에 에조치를 탐험한 마쓰우라 다케시로로 알려져 있다. 
마쓰우라는 아호를 홋카이도인(北海道人)이라고 지을 정도로 에조치에 대한 관심이 깊었다. 1869년 그는 에조치의 명칭으로 홋카이(北加伊), 가이호쿠(海北), 가이토(海島), 도호쿠(東北), 지시마(千島), 히다카미(日高見)의 6가지 후보를 제안했다. 마쓰우라는 의견서에서 가이(加伊)는 선주민인 아이누인들이 이 섬을 부르는 명칭이라고 설명하고 있다. 이 가이를 같은 발음의 가이(海)로 바꾸어, 고키시치도의 명칭을 모방해 홋카이도(北海道)로 정했다.
마쓰우라에 따르면 오토이넷푸 인근의 한 마을에서 촌장으로부터 자신들의 나라를 '카이'(カイ)라고 부른다는 말을 듣고 홋카이도라는 이름을 창안했다고 하나 아이누어 학자였던 긴다이치 교스케(金田一京助)는 아이누어에 '카이'(カイ)라는 단어가 없다는 점을 들어 사실무근이라고 주장했다. 따라서 '카이'(カイ)가 도대체 어디서 나왔는가는 수수께끼로 남게 되었다.

## 행정 구역
- 오시마국(渡島国)
- 시리베시국(後志国)
- 이부리국(胆振国)
- 이시카리국(石狩国)
- 데시오국(天塩国)
- 기타미국(北見国)
- 히다카국(日高国)
- 도카치국(十勝国)
- 구시로국(釧路国)
- 네무로국(根室国)
- 지시마국(千島国)

## 같이 보기
- 홋카이도
- 도카이도
- 난카이도
- 사이카이도
- 에조치
- 마쓰마에번
- 하코다테 부교
- 천령